# Andriej Feller
Andriej Aleksandrowicz Feller (ros. Андрей Александрович Феллер; ur. 22 stycznia 1988 w Aczyńsku) – rosyjski biegacz narciarski, złoty medalista mistrzostw świata juniorów oraz srebrny medalista mistrzostw świata młodzieżowców.

## Kariera
Pierwszy raz na arenie międzynarodowej Andriej Feller pojawił się w styczniu 2005 roku podczas olimpijskiego festiwalu młodzieży Europy w Monthey, gdzie zdobył brązowy medal w biegu na 7,5 km techniką klasyczną. W lutym 2008 roku wystąpił na mistrzostwach świata juniorów w Malles Venosta, gdzie wspólnie z kolegami z reprezentacji zwyciężył w sztafecie, a indywidualnie był szósty w sprincie stylem dowolnym. Na rozgrywanych rok później mistrzostwach świata młodzieżowców w Praz de Lys – Sommand zdobył srebrny medal w sprincie klasykiem. Ponadto podczas zimowej uniwersjady w Trydencie w 2013 roku zdobył brązowy medal na dystansie 30 km techniką klasyczną.
W Pucharze Świata zadebiutował 5 lutego 2011 roku w Rybińsku, zajmując 28. miejsce w sprincie stylem dowolnym. Tym samym już w swoim debiucie zdobył pierwsze pucharowe punkty. Był to jednak jego jedyny start w sezonie 2010/2011, który ukończył ostatecznie na 167. pozycji w klasyfikacji generalnej.

## Osiągnięcia

### Mistrzostwa świata młodzieżowców
| Miejsce | Dzień       | Rok  | Miejscowość           | Konkurs                  | Wynik       | Strata      | Zwycięzca            |
| ------- | ----------- | ---- | --------------------- | ------------------------ | ----------- | ----------- | -------------------- |
| 27.     | 29 stycznia | 2009 | Praz de Lys – Sommand | 15 km stylem dowolnym    | 37:48,1 min | +2:26,1 min | Maurice Manificat    |
| 14.     | 31 stycznia | 2009 | Praz de Lys – Sommand | 30 km bieg łączony       | 1:26:50,2 h | +2:06,6 min | Siergiej Czeriepanow |
| 2.      | 1 lutego    | 2009 | Praz de Lys – Sommand | Sprint stylem klasycznym | —           | —           | Aleš Razým           |

### Mistrzostwa świata juniorów
| Miejsce | Dzień     | Rok  | Miejscowość    | Konkurs                 | Wynik       | Strata      | Zwycięzca            |
| ------- | --------- | ---- | -------------- | ----------------------- | ----------- | ----------- | -------------------- |
| 6.      | 25 lutego | 2008 | Malles Venosta | Sprint stylem dowolnym  | —           | —           | Calle Halfvarsson    |
| 42.     | 25 lutego | 2008 | Malles Venosta | 10 km stylem klasycznym | 28:50,3 min | +3:09,2 min | Hans Christer Holund |
| 1.      | 29 lutego | 2008 | Malles Venosta | Sztafeta 4x5 km         | 59:06,1 min | —           | —                    |

### Uniwersjada
| Miejsce | Dzień       | Rok  | Miejscowość         | Konkurencja              | Czas biegu  | Strata | Zwyciężczyni        |
| ------- | ----------- | ---- | ------------------- | ------------------------ | ----------- | ------ | ------------------- |
| 15.     | 14 grudnia  | 2013 | Val di Fiemme       | Sprint stylem klasycznym | —           | —      | Maxim Kovalev       |
| 3.      | 21 grudnia  | 2013 | Val di Fiemme       | 30 km stylem klasycznym  | 1:23:14,2 h | +4,6 s | Władisław Skobielew |
| 10.     | 25 stycznia | 2015 | Szczyrbskie Jezioro | Sprint stylem dowolnym   | —           | —      | Andriej Łarkow      |
| 1.      | 28 stycznia | 2015 | Szczyrbskie Jezioro | 10 km stylem klasycznym  | 23:29,2 min | —      | —                   |
| 1.      | 30 stycznia | 2015 | Szczyrbskie Jezioro | Sztafeta 4x7,5 km        | 1:22:49,0 h | —      | —                   |
| 5.      | 1 lutego    | 2015 | Szczyrbskie Jezioro | 30 km stylem dowolnym    | 1:16:20,1 h | +9,1 s | Andriej Łarkow      |

### Puchar Świata

#### Miejsca w klasyfikacji generalnej
| Sezon     | Miejsce |
| --------- | ------- |
| 2010/2011 | 167.    |

#### Miejsca na podium w zawodach
Jak dotąd Feller nie stał na podium zawodów Pucharu Świata.

#### Miejsca w poszczególnych zawodachPucharu Świata
stan po sezonie 2010/2011
| Sezon 2010/2011 |                   |                      |                      |    |                        |                       |                    |                           |                           |                        |                        |                           |                     |                                |                              |                             |     |                      |                        |                     |                        |                     |                         |                      |                       |                    |                        |                        |                       |     |        |        |        |        |        |        |        |        |        |        |        |        |        |        |
| Gällivare 20.11 (15 km F) | Ruka 26.11 (SP C) | Ruka 27.11 (10 km C) | Ruka 28.11 (15 km F) | RT | Düsseldorf 4.12 (SP F) | Davos 11.12 (15 km C) | Davos 12.12 (SP F) | La Clusaz 18.12 (30 km F) | Oberhof 31.12 (3,75 km F) | Oberhof 1.01 (15 km C) | Oberstdorf 2.01 (SP C) | Oberstdorf 3.01 (2x10 km) | Toblach 5.01 (SP F) | Cortina-Toblach 6.01 (35 km F) | Val di Fiemme 8.01 (20 km C) | Val di Fiemme 9.01 (9 km F) | TdS | Liberec 15.01 (SP F) | Otepää 22.01 (15 km C) | Otepää 23.01 (SP C) | Rybińsk 4.02 (2x10 km) | Rybińsk 5.02 (SP F) | Drammen 19.02 (15 km C) | Drammen 20.02 (SP F) | Lahti 12.03 (2x10 km) | Lahti 13.03 (SP C) | Sztokholm 16.03 (SP C) | Falun 18.03 (3.3 km C) | Falun 19.03 (2x10 km) | FPŚ | punkty | punkty | punkty | punkty | punkty | punkty | punkty | punkty | punkty | punkty | punkty | punkty | punkty | punkty |
| - | -                 | -                    | -                    | -  | -                      | -                     | -                  | -                         | -                         | -                      | -                      | -                         | -                   | -                              | -                            | -                           | -   | -                    | -                      | -                   | -                      | 28                  | -                       | -                    | -                     | -                  | -                      | -                      | -                     | -   | 3      | 3      | 3      | 3      | 3      | 3      | 3      | 3      | 3      | 3      | 3      | 3      | 3      | 3      |
| Legenda |                   |                      |                      |    |                        |                       |                    |                           |                           |                        |                        |                           |                     |                                |                              |                             |     |                      |                        |                     |                        |                     |                         |                      |                       |                    |                        |                        |                       |     |        |        |        |        |        |        |        |        |        |        |        |        |        |        |
| 1 2 3 4-10 11-30 31-100 Dyskwalifikacja - – zawodnik nie wystartował TdS – Tour de Ski DNS – Zawodnik został zgłoszony do biegu, ale w nim nie wystartował DNF – Zawodnik nie ukończył biegu |                   |                      |                      |    |                        |                       |                    |                           |                           |                        |                        |                           |                     |                                |                              |                             |     |                      |                        |                     |                        |                     |                         |                      |                       |                    |                        |                        |                       |     |        |        |        |        |        |        |        |        |        |        |        |        |        |        |